# 中国石油体育协会
中国石油体育协会又称石油体协是中国石油行业的体育协会。协会办公地址位于北京市西城区安德路112号233室。
2008年7月，石油体协召开第五次代表大会。中国石油天然气集团副总经理王福成当选理事会主席，副总经济师关晓红当选常务副主席。2018年时，为中国企业体育协会的副主席单位。